# Флибустьер (опера)
Флибустьер (фр. Le flibustier, также «У моря») ― опера (лирическая комедия) в трёх действиях, написанная русским композитором Цезарем Кюи в 1888―1889 годах. 
Опера основана на одноимённой пьесе Жана Ришпена, который написал и либретто, и была посвящена композитором графине де Мерси-Аржанто. Премьера состоялась в Опере-Комик в Париже 22 февраля 1894 года, где всего была сыграна четыре раза. В 1908 году опера была возрождена благодаря студентам Московской консерватории под руководством Михаила Ипполитова-Иванова. Русское издание клавира было напечатано под названием «У моря». Так или иначе, несмотря на особую любовь композитора к этой работе, «Флибустьер», по всей видимости, больше никогда не исполнялся и не вошёл в стандартный оперный репертуар. 
В год премьеры оперы в Париже композитор опубликовал биографическую статью под названием «Флибустьер в Париже» о своем опыте с этой оперой, опубликованную в российском журнале «Книжки недели» . 
Композитор отдельно опубликовал оркестровую сюиту из этой работы, состоящей из начальной Прелюдии, Танцев, которые закрывают акт I, и Марша в акте III.

## Персонажи
- Франсуа Легоез, старый моряк: баритон
- Пьер, его сын, бывший флибустьер: Басс chantante
- Жакмин, флибустьер: тенор
- Жаник, внучка Франсуа Легоеза: сопрано
- Мари-Анн, невестка Франсуа Легоеза: меццо-сопрано / контральто
- Рыбаки, жены рыбаков, девушки: хор

Действие происходит в Сен-Мало в конце XVII века, в доме Легоеза, откуда открывается вид на море. 

## Сюжет
Действие I. Восемь лет назад Пьер ушёл из дома в возрасте десяти лет, чтобы стать пиратом. Его дедушка Легоез и кузина Джаник, которая любит его, надеяются, что он однажды вернется. 

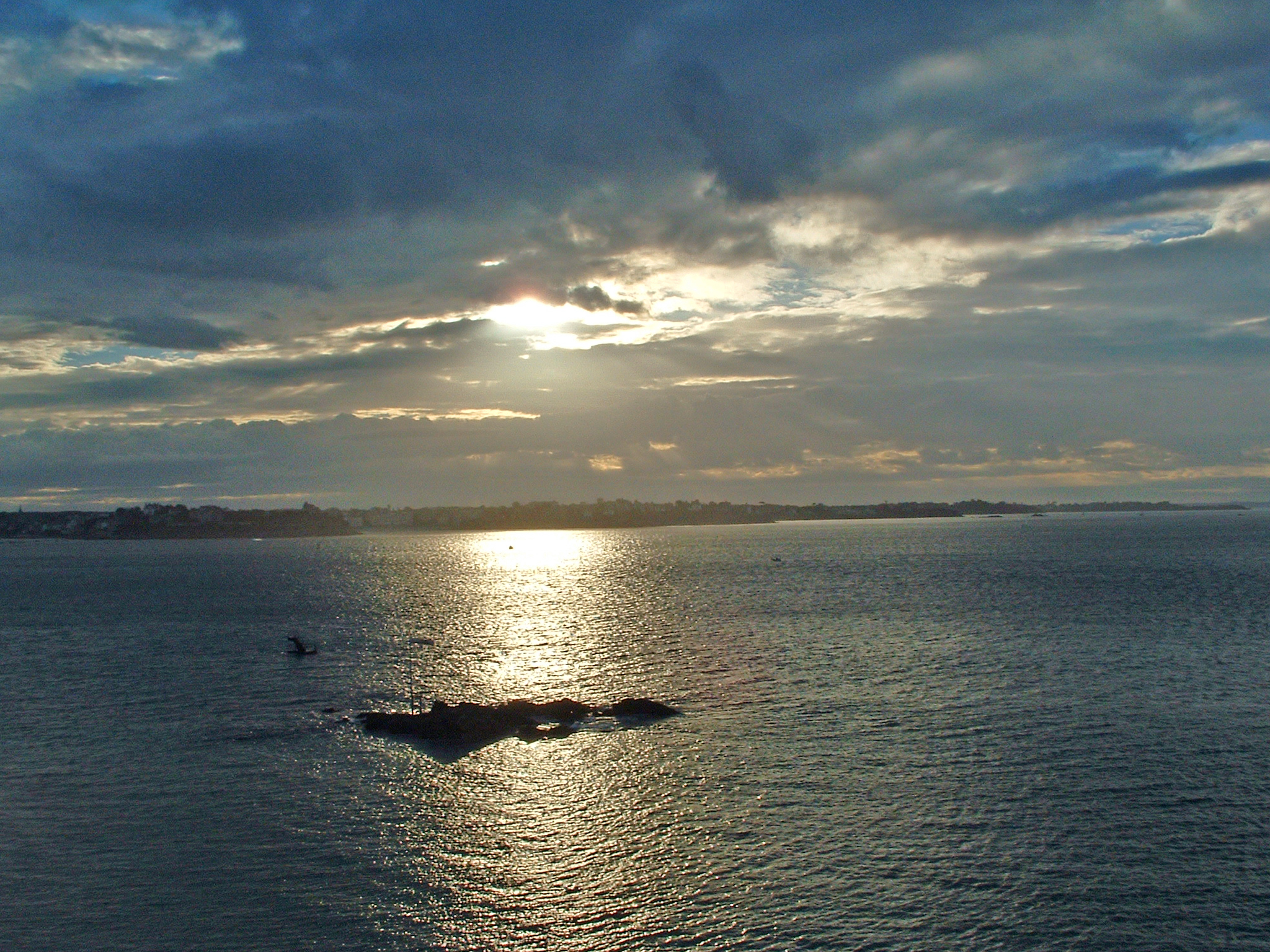
Вид на море из Сен-Мало

Однажды, когда в доме была только Мария-Анна, появляется незнакомец Жакмин, который был товарищем Пьера несколько лет назад. Он точно не знает, что случилось с Пьером с тех пор, когда они не виделись и приходит в дом Легоеза, чтобы узнать о своём товарище. С собой он взял некоторые из его вещей. И он, и Мария-Анна убеждены, что Пьер погиб и, чтобы не сообщать старому Легоезу плохие вести, Анна-Мария прячет в доме Жакмина. Когда в своё жилище возвращается Легоез и замечает вещи Пьера, возникает недоразумение. Легоез обнаруживает спрятавшегося Жакмина, принимает его за Пьера и начинает петь и плясать. 
Действие II. На праздничном застолье Жакмин рассказывает о своих приключениях; Жаник, думая, что он её двоюродный брат, ещё сильнее влюбляется в него. Легоез, чувствуя, что они оба стесняются друга друга, оставляет их наедине. Жакмин, который также влюбился в Жаник, говорит ей правду. Обман не имеет значения для неё: она любит его, хотя он и не Пьер из её детства. 
Жакмин оставляет Жаник одну. Входит её тетя Мария-Анна, и они обе решают, что в обмане нет ничего плохого. В этот момент входит сам Пьер и называет себя. За ним входит Легоез с Жакмином, который пытается обнять своего пропавшего друга, но Пьер отвергает предателя. Обман становится очевидным для Легоеза, который в гневе выгоняет Жакемина. 
Действие III. Пьер рассказывает о своих приключениях,  о сражениях с испанскими и английскими кораблями, и о скопленном за эти годы богатстве, которое позволило ему оставить морскую жизнь и стать землевладельцем. Он приглашает Легоеза пожить у него, вдали от тумана, на берегу моря. Легоез теперь чувствует, что за эти годы они стали чужими друг другу. Между тем, Жаник по-прежнему влюблена в изгнанного Жакемина, но Легоез не хочет и слышать об этом. В доме нет радости, несмотря на возвращение Пьера. 
Пьер узнает от Марии-Анны о случайной ошибке, не зная истинных чувств Жаник к Жакмину. На улице он обсуждает это с Легоезом, который решает простить Жакмина. Тем временем Жакмин возвращается, чтобы попрощаться с Жаник и Марией-Анной. К нему подходит Пьер; оба они примиряются. Но, узнав, что Жаник и Жакмен любят друг друга, Пьер приходит в ярость. Однако, подумав, он понимает, что драка между ними ничем не поможет, успокаивается. Легоез входит в дом  и, узнав суть дела, соглашается на свадьбу своей внучки с Жакмен. Все идут к морю. 